# Sebastian Brummer
Sebastian Anton Maria Brummer (* 28. April 1989 in Klagenfurt) ist ein österreichischer Schauspieler, Autor und Regisseur.

## Leben
Im Alter von fünf Jahren begann er am Landeskonservatorium Klagenfurt (KONSE) mit dem Geigenspiel, mit sechs folgte die Ausbildung im Jazz- und Modern-Dance. 2001 wurde er Mitglied einer Musical-Company. Kurz darauf entdeckte der Vierzehnjährige den Rudersport für sich; hier wurde er nur zwei Jahre später österreichischer Meister der Schüler. Zeitgleich verfolgte er seine künstlerischen Leidenschaften: Tanz, Schauspiel und Gesang.
2005 wurde Sebastian Brummer Schüler in der Klasse von Gabriel Lipuš am Kärntner Landeskonservatorium im Sonderlehrgang „Gesang“. 2006 folgte die Aufnahme in den ersten Jahrgang des „Lehrgangs für Schauspielerei“. Sein Studium schloss er im Juni 2010 ab.
Bei seinem ersten Auftritt auf großer Bühne verkörperte er im Jänner 2006 den jungen Turrini in der Uraufführung von Peter Turrinis Bei Einbruch der Dunkelheit am Stadttheater Klagenfurt unter Leitung und Regie des damaligen Intendanten Dietmar Pflegerl. Weiter spielte er den Franz in der Urinszenierung von Hinter tausend Stäben unter der Regie Michael Wegers sowie den Ferdinand Raimund in Ferdinand. Wie ein toller Hund unter Bruno Max. In der Neuadaption der Operette Im weißen Rößl von Ralph Benatzky hatte Brummer im März 2010 als blödelnder Leopold eine vom Publikum dankbar aufgenommene Rolle.
In Film und Fernsehen war er unter anderem in den TV-Formaten Der Arzt vom Wörthersee, Tom Turbo, in der Kinodokumentation Der Kinoleinwandgeher (Fokus Film), im Science-Fiction-Thriller Athanasia und im Fernsehfilm Hammer zu sehen.
Im April 2010 übernahm der Einundzwanzigjährige die Rolle des Roland/Hruotland in der Uraufführung des Musicals Charlemagne – ein Traum für Karl den Großen in Montreux/Schweiz, eine Fortsetzung der Zusammenarbeit mit Jakob Vinje, Komponist und musikalischer Leiter des Projekts. Im Juni 2018 inszenierte Brummer die Märchenoper Hänsel und Gretel in seiner Geburts- und Studienstadt mit KONSE-Studenten.

## Werke als Autor
- Viva la Lorca (Co-Autor) UA Theater(off)ensive Salzburg, Salzburg 2012.
- Im Himmel braucht man keine Clowns, Entstehungsjahr 2013.
- Bauchlandung, Regie: Andreas Reisenbauer, Entstehungsjahr 2013.
- Oliver Twist, Theater Sellawie, Enns (Oberösterreich), Premiere 20. Oktober 2016.
- vom Fliehen und vom Fliegen, HofSpielHaus München, München (Bayern), Premiere 18. Januar 2018
- Ludwig II, HofSpielHaus München, München (Bayern), Premiere 3. Januar 2019
- MOMO, nach Michael Ende, HofSpielHaus München, München (Bayern), Premiere 23. Januar 2020
- die 3 Musketiere, Theater Sellawie Enns, (Oberösterreich), Premiere 22. Oktober 2020

## Filmografie (Auswahl)
- 2007: Der Kinoleinwandgeher (Kinofilm)
- 2007: Der Arzt vom Wörthersee (Fernsehfilm)
- 2008: Hochzeit am See (Fernsehfilm)
- 2009–2012: Tom Turbo (Fernsehserie)
- 2010: The Cult of Glock (Fernsehfilm)
- 2010: Across the Mile (Kinofilm)
- 2016: Athanasia (Kinofilm)

## Theater

### Sprechtheater
- 2004: Die Orestie, Sommerfestspiele Krastal (Kärnten)
- 2006: Bei Einbruch der Dunkelheit, Stadttheater Klagenfurt
- 2007: Hinter tausend Stäben, Artecielo Klagenfurt
- 2007: Stadtlabor, Straßentheater Klagenfurt
- 2007: Prometheus, Sommerfestspiele Krastal (Kärnten)
- 2008: Schnittmuster, Artecielo Klagenfurt
- 2008: Ein Sommernachtstraum, Sommerfestspiele Krastal (Kärnten)
- 2008: Amadeus, Stadttheater Klagenfurt
- 2009: Sigmundsfreude, Neue Bühne Villach, Villach / Artecielo Klagenfurt
- 2009: Ferdinand, wie ein toller Hund, Theater im Bunker, Mödling (Niederösterreich)
- 2010: Ins offene Messer, KONSE Kellertheater, Klagenfurt
- 2010: Die Liebenden in der Untergrundbahn, Komödienspiele Porcia, Spittal an der Drau (Kärnten)
- 2010: Schade, dass sie eine Hure ist, Theater zum Fürchten, Wien
- 2011: Lusthaus. Nestroys Mädlerie, Theater zum Fürchten, Wien
- 2011: Verräterisches Herz, Theater im Bunker, Mödling (Niederösterreich)
- 2012: Der Besuch der alten Dame, Theater zum Fürchten, Wien
- 2012: Viva la Lorca, Theateroffensive Salzburg
- 2013: Richard II., Theateroffensive Salzburg
- 2013: Leonce und Lena, Theaterachse, Salzburg
- 2013: Peer, Du lügst! Theater im Bunker, Mödling (Niederösterreich)

### Musiktheater

#### Musical
- 2004: A Chorus Line (Remixed), Wörtherseehalle/Messehalle 4, Klagenfurt
- 2008: Ungehört, Kammerlichtspiele Klagenfurt
- 2009: Elternabend – das Musical, Theater zum Fürchten, Wien
- 2010: Charlemagne – Karl der Große, Auditorium Stavinsky, Montreux
- 2012: Achtung. Selten. Die Comedian Harmonists, Musiktheater Brandenburg e. V.
- 2013: Krimhilds Rache – Die Nibelungensage Teil II, Theater Sellawie, Enns (Oberösterreich)
- 2018: Der kleine Handyladen, Hofspielhaus München (München)
- 2022: EVITA, Kufstein Operettensommer (Tirol)
- 2022: RABAZAMBA, SZENE SALZBURG (Salzburg)
- 2023: Das Phantom der Oper, Tournee (3for1 Trinity Productions)
- 2023: SWEENEY TODD, Noth West Opera Ireland (Irland)
- 2023: Jesus Christ Superstar, Kufstein Operettensommer (Tirol)
- 2023: Titanic - a new Musical, Baden bei Wien (Niederösterreich)
- 2024:Herbst des Winterkönigs, Amberger Welttheater (Amberg)

#### Oper/Operette
- 2010: Im weißen Rößl, KONSE Kellertheater, Klagenfurt
- 2012: Die Fledermaus, Nagolder Blumenschau Festspiele, Nagold (Baden-Württemberg)
- 2016: Der Glöckner von Notre Dame, Theater am Fluss, Steyr, Oberösterreich
- 2016: Die Fledermaus, Zuger Operettensommer, Zug (ZG)
- 2016: Wiener Blut, Zuger Operettensommer, Zug (ZG)
- 2018: Hänsel und Gretel, KONSE Opernstudio, Klagenfurt, Premiere 21. Juni 2018
- 2018: Ball im Savoy, Operette Sirnach, Sirnach (CH)
- 2019: Die Zauberflöte, Teatro alla Scala di Milano, Solist, Prete Secondo, China Tournee SHANGHAI
- 2022: Im weißen Rössl, Styriarte, Solist, Dr Siedler
- 2024: Märchen im Grand Hotel, Lehar Festival, Solist, Sam Macintosh
- 2024: Der Sternengucker, Lehar Festival, Solist, Nepomuk

#### Regiearbeit
- 2014: Tick, Tick… BOOM!, Theater Sellawie, Enns (Oberösterreich) (eigene Übersetzung) Österreichische Erstaufführung
- 2016: Oliver Twist, Theater Sellawie, Enns (Oberösterreich)
- 2018: Vom Fliehen und vom Fliegen, Hofspielhaus München, München Erstaufführung
- 2018: Panem et Circenses, Maturatheater Tanzenberg, Tanzenberg (Gemeinde St. Veit) (Kärnten) Erstaufführung
- 2019: Ludwig II, Hofspielhaus München, München Erstaufführung
- 2020: MOMO, Hofspielhaus München, München Erstaufführung
- 2020: Die drei Musketiere, Theater Sellawie, Enns (Oberösterreich) Erstaufführung
- 2021: Die drei Musketiere – Wiederaufnahme, Theater Sellawie, Enns (Oberösterreich)
- 2023: „Graf Bobby‘s letztes Abenteuer“, Theater Sellawie, Enns Erstaufführung

### Soloprogramme
- 2013: Dorian Gray, Theater Schloss Ennsegg, Enns (Oberösterreich)